# Baohua, Sichuan
Baohua (kinesiska: 保华乡, 保华) är en socken i Kina. Den ligger i provinsen Sichuan, i den sydvästra delen av landet, omkring 280 kilometer norr om provinshuvudstaden Chengdu. Antalet invånare är 3 223. Befolkningen består av 1 262 kvinnor och 1 961 män. Barn under 15 år utgör 18,0 %, vuxna 15-64 år 75 %, och äldre över 65 år 6,0 %.
Genomsnittlig årsnederbörd är 797 millimeter. Den regnigaste månaden är maj, med i genomsnitt 148 mm nederbörd, och den torraste är januari, med 5 mm nederbörd.